# Dipartimento del Trasimeno (1798)
Il dipartimento del Trasimeno fu un dipartimento della Repubblica Romana, esistito dal 1798 al 1799. Prendeva il nome dal lago Trasimeno e aveva per capoluogo Perugia.

## Territorio
Il dipartimento del Trasimeno insisteva sulla parte più settentrionale dell'Umbria, esclusi il Pesarese e il Montefeltro. Confinava a nord con il dipartimento del Metauro, a est con il dipartimento del Musone e il dipartimento del Tronto, a sud con il dipartimento del Clitunno e il dipartimento del Cimino, a ovest con il Granducato di Toscana.

## Storia
Il dipartimento del Trasimeno si dissolse con il ritorno del governo pontificio nel 1799. Nel 1808, con l'annessione dello Stato Pontificio all'Impero francese, l'articolazione amministrativa fu ricostituita con il medesimo nome ma entro confini notevolmente ampliati.

## Suddivisione amministrativa
L'ultimo riparto amministrativo del Trasimeno, definito il 26 fiorile anno VI, prevedeva la suddivisione del dipartimento in 3 distretti e 18 cantoni.
| Dipartimento | Capoluogo | Distretto         | Cantoni                                                                                    |
| ------------ | --------- | ----------------- | ------------------------------------------------------------------------------------------ |
| Trasimeno    | Perugia   | Città della Pieve | Castiglione del Lago, Città della Pieve, Ficulle, Monte Castello, Panicale                 |
| Trasimeno    | Perugia   | Gubbio            | Cantiano, Città di Castello, Gualdo, Gubbio, Monte Santa Maria, Sassoferrato               |
| Trasimeno    | Perugia   | Perugia           | Deruta, Fratta (Umbertide) , Marsciano, Nocera, Passignano, Perugia urbano, Perugia rurale |